# 馬瑟 (加利福尼亞州圖奧勒米縣)
馬瑟（英語：Mather）是位於美國加利福尼亞州圖奧勒米縣的一個非建制地區。該地的面積和人口皆未知。

## 地理
馬瑟的座標為37°52′56″N 119°51′21″W / 37.88222°N 119.85583°W，而該地的平均海拔高度為1378米（即4521英尺）。